# Finnland-Komplott
Mit der Bezeichnung Finnland-Komplott (Thai: แผนฟินแลนด์, ยุทธศาสตร์ฟินแลนด์, ปฏิญญาฟินแลนด์, auch Finnland-Plan, Finnland-Strategie oder Finnland-Erklärung) ist ein angeblicher Plan des ehemaligen Premierministers von Thailand Thaksin Shinawatra und linksgerichteter Studenten gemeint, der auf die Abschaffung der Monarchie in Thailand abzielte. Die Existenz dieses Plans wurde von Sondhi Limthongkul (PAD) behauptet. Die Anschuldigungen hatten negative Auswirkungen auf das Erscheinungsbild der Regierung Thaksins, obgleich niemals konkrete Beweise für den Plan erbracht werden konnten. Thaksin und die seinerzeitige Regierungspartei Thai Rak Thai wehrten sich gegen die Behauptungen Limthongkuls gerichtlich, doch wurden sie im September 2006 in einem Militärcoup gestürzt. 

## Hintergrund
Premierminister Thaksin Shinawatra war spätestens seit dem April 2005 größeren Protesten ausgesetzt, die wegen seiner Einflussnahme auf das Fernsehprogramm (unter anderem mit der Absetzung von Sondhi Limthongkuls Fernsehsendung Mueang Thai Rai Sapda), seinem Plan zur Reform des öffentlichen Schulsystems und dem Verkauf der Shin Corporation im Januar 2006 entstanden. 

## Das Finnland-Komplott

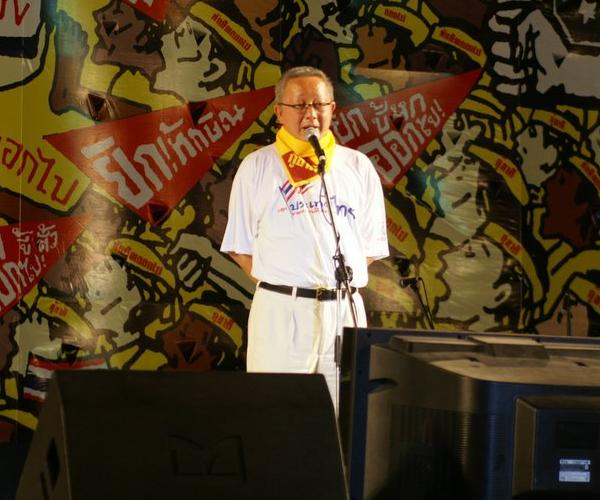
Sondhi auf einer Veranstaltung 2006 in Bangkok

Auf dem Höhepunkt der Feierlichkeiten zum 60-jährigen Thronjubiläum von König Rama IX. erschienen im Mai 2006 in der Zeitung Manager Daily (Inhaber: Sondhi Limthongkul) eine Reihe von Artikeln, die das Finnland-Komplott zum Inhalt hatten. In den insgesamt fünf Beiträgen mit dem Titel „Die Finnland-Strategie: Thailands Plan für eine Revolution?“ wurde behauptet, dass Thaksin mit ehemaligen Studentenführern der demokratischen Bewegung aus den siebziger Jahren im Jahr 1999 in Finnland zusammengetroffen war, um einen Plan für den Umsturz der Monarchie und die Etablierung einer Einparteienregierung zu schmieden. Die Beiträge stammten aus der Feder des Journalisten Pramote Nakhonthap und erschienen am 17., 19., 22., 23. und 24. Mai 2006. Als weitere angebliche konspirative Mitglieder wurden die Mitglieder der Thai-Rak-Thai-Partei Prommin Lertsuridej, Chaturon Chaisaeng, Surapong Suebwonglee, Adsiorn Piangket, Sutham Saengprathum und Phumtham Wechayachai genannt, die alle der Kommunistischen Partei zugerechnet wurden, die sich im Anschluss an das Massaker vom 6. Oktober 1976 gebildet hatte. 
Die Anschuldigungen wurden von verschiedenen prominenten Gegnern aufgenommen, wie z. B. Chai-anan Samrudavanija (Verfassungsrechtler), Senator Sophon Supapong und Thaworn Senniam (Führer der Demokratischen Partei). Keiner konnte jemals irgendwelche Beweise für die Anschuldigungen vorlegen. Sondhi behauptete, dass seine Quelle ein ehemaliger Mitarbeiter der Thai-Rak-Thai-Partei gewesen sei.

## Unterschiedliche Anschuldigungen und Zurückweisungen
Nach Erscheinen der Artikel in Manager Daily wurden die darin aufgestellten Behauptungen vielfach variiert. Manche behaupteten, dass Thais aus dem Ausland die seit mehr als 200 Jahren regierende Chakri-Dynastie umstürzen wollten. Andere sahen in dem Plan einen Versuch, die Medien zu zentralisieren und den König in einer konstitutionellen Monarchie nur noch als Repräsentanten des Staates ohne wirkliche Macht zu etablieren. Außerdem wurde behauptet, dass der Plan die Schwächung der Zentralregierung in Bangkok zugunsten der Verwaltungen in den Provinzen vorsähe.
Alle Anschuldigungen, einschließlich derjenigen eines Plans zur kommunistischen Machtübernahme und Herstellung einer Einparteienregierung, wurden von Thaksin Shinawatra und der Führerung der Thai-Rak-Thai-Partei rundweg zurückgewiesen. 
Am 30. Mai 2006 zeigten Thaksin und Thana Benjathikul, Rechtsberater der TRT, Sondhi und weitere Mitarbeiter seiner Firma wegen übler Nachrede (libel) an. Gemäß der Anzeige sollten die in den Artikeln vorgebrachten Anschuldigungen eines geplanten Umsturzes der Monarchie in Thailand die Thai-Rak-Thai-Partei schädigen und die politische Zukunft Thaksins unmöglich machen.

## Auswirkungen der Anschuldigungen
Die Veröffentlichung derartig schwerer Anschuldigungen hatte einen negativen Einfluss auf die Popularität Thaksins und seiner Regierung. Als seinerzeitiger Premierminister war Thaksin gezwungen, einen Teil seiner Zeit der Behauptung seiner politischen Position, der Beschwörung seiner Loyalität zur Monarchie und der Verteidigung gegen die Anschuldigungen aufzubringen. Die gegen Thaksin eingestellte englischsprachige Tageszeitung The Nation stellte fest:

„Ob solch ein Plan wirklich existiert oder nicht wird sich vielleicht niemals beweisen lassen. Aber Sondhi und die anderen sollten besseres zu tun haben, als die bereits aufgeregte politische Situation weiter anzuheizen mit unverantwortlichen Beschuldigungen, die weiteren Hass und Gewalt zwischen den einander gegenüberstehenden Gruppen erzeugen.“

Weiter hieß es in The Nation, dass die tatsächliche Existenz des Finnland-Plans nicht von Bedeutung sei, weil allein schon die Anschuldigung der Invokation der Monarchie genug wäre, um der TRT zu schaden. Mehrere Kommentatoren wiesen auf die Ähnlichkeit des Finnland-Plans mit Anschuldigungen der Militärführung im Oktober 1976 hin, als man einen Militärputsch vorbereitete. Tatsächlich wurde Thaksin am 19. September 2006 vom thailändischen Militär gestürzt, unter anderem mit der Begründung, er habe den König beleidigt.